# Peter Pan (singolo Enrico Ruggeri)
Peter Pan è un brano musicale scritto e interpretato dal cantautore italiano Enrico Ruggeri, pubblicato nel 1991 come singolo tratto dall'omonimo album.
Il singolo entra in classifica il 2 novembre di quell'anno, raggiungendo 3 settimane dopo il secondo posto dietro a Black or White di Michael Jackson e lasciando la top ten il 18 gennaio 1992. Il ritornello del brano è liberamente ispirato alla melodia della canzone The Fairy Feller's Master-Stroke dei Queen, scritta da Freddie Mercury e pubblicata nel loro secondo album, Queen II (1974). Ruggeri è un fan del grande gruppo rock inglese.

## Classifiche

### Classifiche settimanali
| Classifica (1991) | Posizione massima |
| ----------------- | ----------------- |
| Italia            | 2                 |